# لاویتشاخ ان در واینشتراس
لاویتشاخ ان در واینشتراس (به آلمانی: Leutschach an der Weinstraße) یک شهرستان در اتریش است که در اشتایرمارک واقع شده‌است. لاویتشاخ ان در واینشتراس ۷۵٫۷۴ کیلومتر مربع مساحت دارد ۳۵۲ متر بالاتر از سطح دریا واقع شده‌است.